# Frontespizio

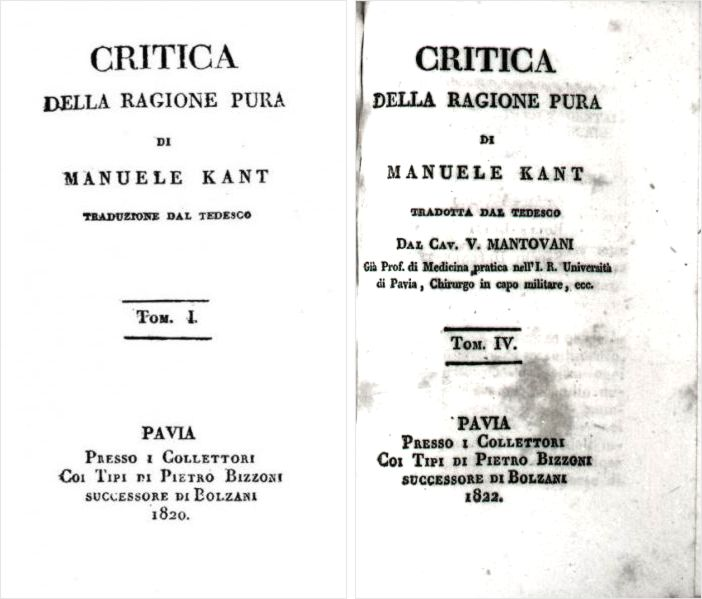
Frontespizio dei voll. I e IV della prima traduzione in italiano della Critica della ragion pura di Kant (1820-22)

Il frontespizio è solitamente la pagina iniziale di un libro, ovvero ciò che vede il lettore subito dopo aver aperto la copertina, o dopo l'occhiello e l'antiporta. Reca di norma gli elementi essenziali del libro: l'autore, il titolo per esteso e le note tipografiche (denominazione e/o sigla sociale dell'editore, luogo e data di pubblicazione).
Il frontespizio è la fonte principale d'informazione a cui bisogna attenersi nella citazione bibliografica di un libro.

## Etimologia
La parola deriva dal latino medievale frontispicium, composto da frons «fronte» e specĕre «guardare», e infatti in architettura indica la cornice che decora la parte più alta di una facciata, loggia o finestra. Il termine è stato adoperato poi in senso traslato per definire la pagina iniziale (quindi, anche in questo caso una «soglia» del libro recante motivi figurativi (xilografie o calcografie). In questo senso, il frontispicium è passato a indicare in molte lingue quello che in italiano è considerata in realtà l'antiporta (es. in francese frontispice, in inglese frontispiece, in tedesco Frontispiz, ecc. - vedi Infra), riservando invece l'espressione "pagina del titolo" (page de titre, title page, Titelblatt) a quella parte del libro qui considerata.

## Storia

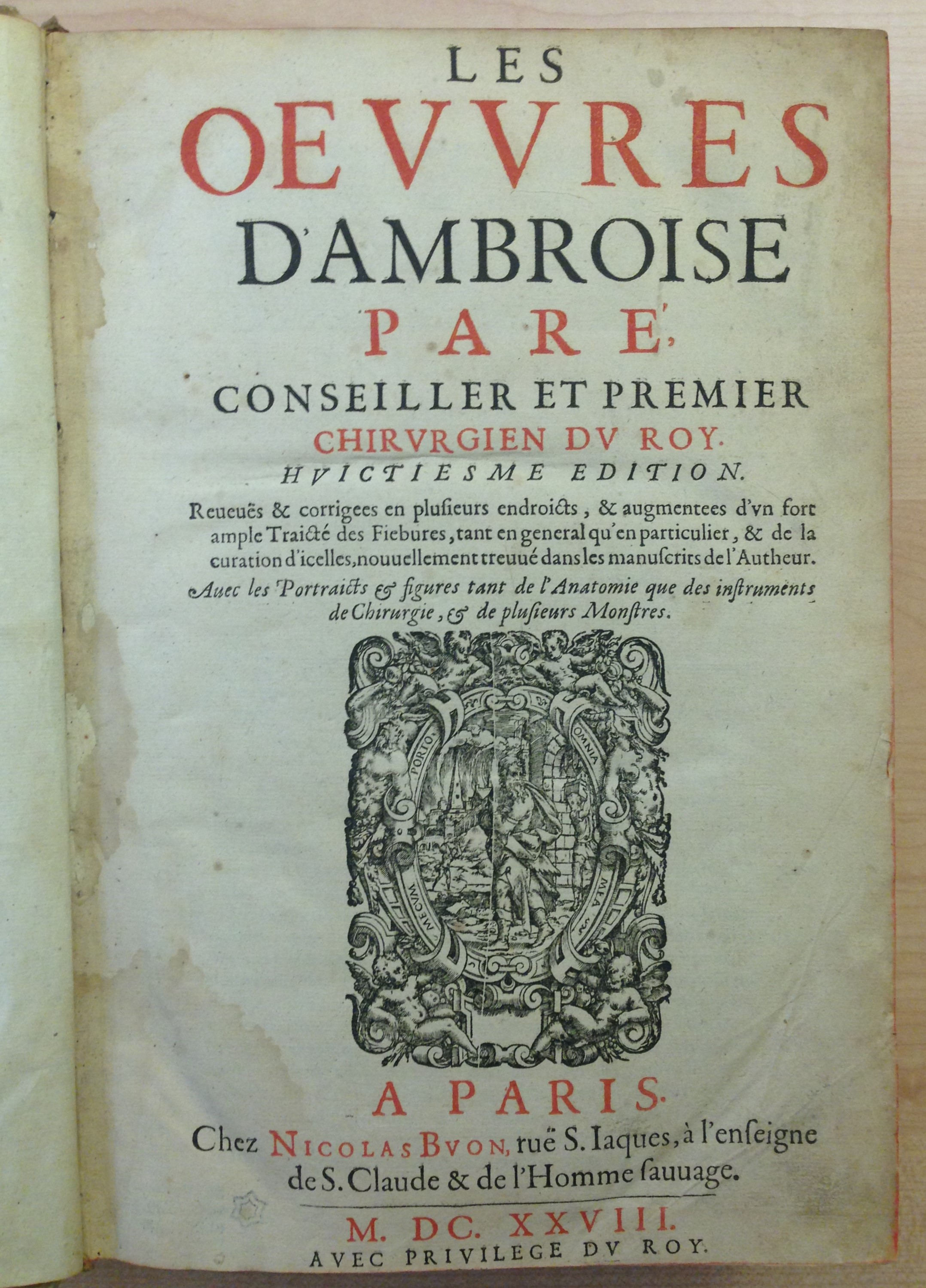
Frontespizio delle Oeuvres di Ambroise Paré (1628), con la marca tipografica.

I primi libri a stampa o incunaboli non possedevano frontespizio. Il testo aveva inizio dalla prima pagina ed il libro veniva identificato dalle parole iniziali (incipit) o dal colophon.
Il frontespizio divenne d'uso corrente a partire dal Cinquecento. Uno dei primi casi, in cui la pagina d'apertura può già essere definita frontespizio, si trova nell'Hypnerotomachia Poliphili, stampata nel 1499 a Venezia da Aldo Manuzio, dove al centro di tale pagina compaiono il titolo e la privativa.
Nel Seicento il frontespizio si arricchì di elementi decorativi (illustrazioni e ornamentazioni). Nella seconda metà del Settecento, i tipografi neoclassici Bodoni, Baskerville e Didot effettuarono una semplificazione, eliminando gli elementi decorativi. Il modello di frontespizio esclusivamente tipografico è giunto fino al XXI secolo.

## Descrizione
Nella tradizione occidentale, per i testi in caratteri latini e greci, il frontespizio è stampato nella prima o nella terza pagina di un libro, cioè in pagina dispari o di destra. 
Nella parte superiore del frontespizio sono collocati il nome dell'autore e il titolo (non necessariamente in quest'ordine); le note tipografiche sono sempre in basso. In posizione centrale appare spesso la marca editoriale o il logo. Nella parte più bassa, dopo la data di edizione, anticamente soleva comparire la dicitura Con licenza de' Superiori (o Superiorum permissu), a indicare che l'opera aveva superato il vaglio dell'autorità civile. 
Sul verso o retro del frontespizio (ovvero la pagina pari seguente) sono stampate altre informazioni relative alla pubblicazione del libro, come il copyright e l'ISBN e, in passato, l'imprimatur. A partire dall'Ottocento, quando editore e stampatore non coincidono più, non di rado sul frontespizio è indicato il nome dell'editore, mentre sul retro del frontespizio è indicato il nome del tipografo. 
Davanti al frontespizio si trova spesso un occhiello, prima del quale, così come alla fine del libro, sono inserite delle pagine bianche (due nei libri in brossura, quattro nei libri rilegati) poste a protezione della parte stampata tra la copertina e il libro. Esse sono dette fogli o carte di "guardia". 
Il formato di un libro pubblicato dopo il 1830, nella moderna biblioteconomia, è misurato sul frontespizio.

## Antiporta

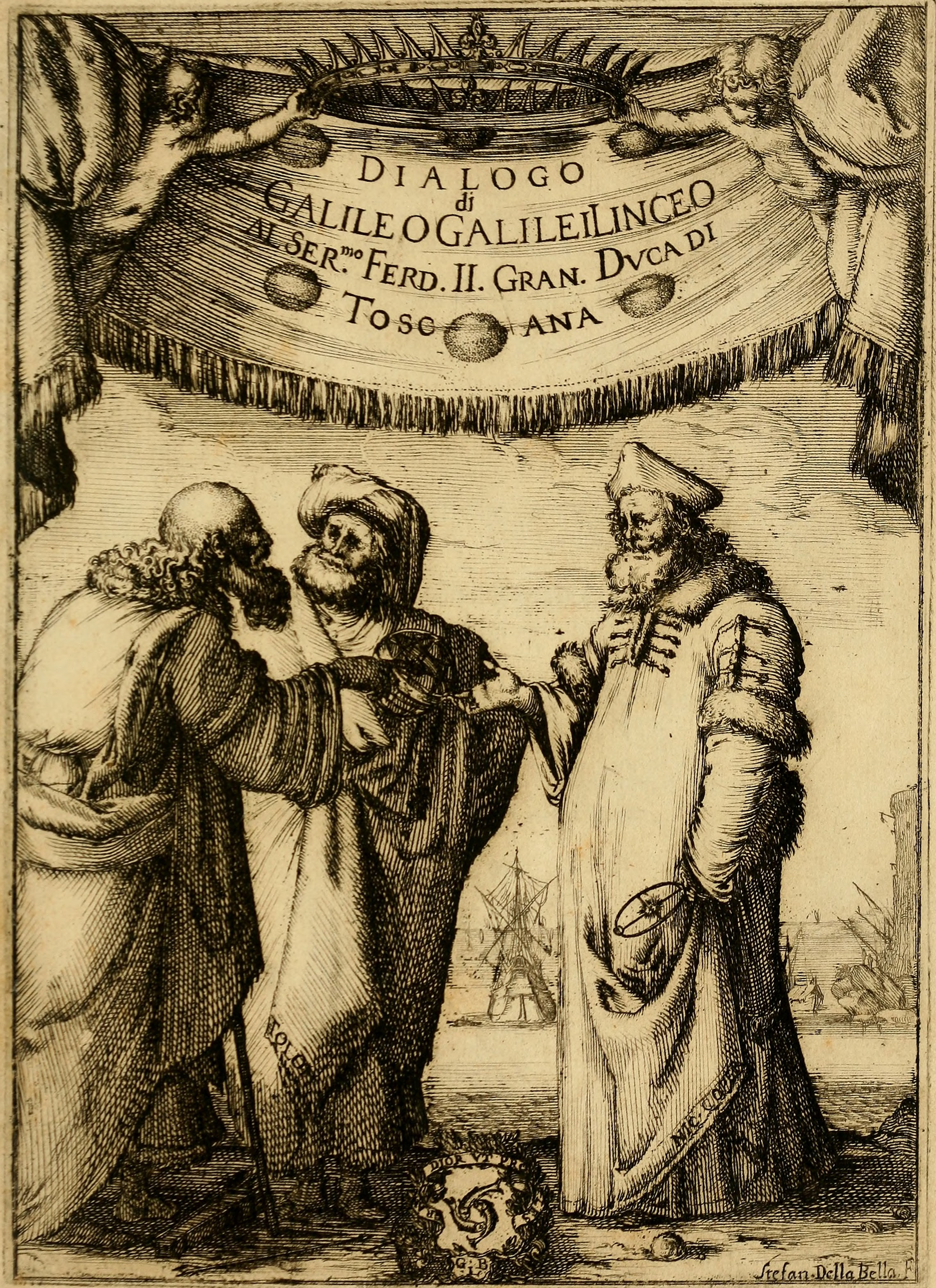
La celebre antiporta incisa da Stefano Della Bella, che precede il frontespizio del Dialogo di Galileo Galilei (1632).

Nell'editoria del XVII e XVIII secolo, il frontespizio non era la prima pagina che il lettore vedeva subito dopo aver aperto la copertina. Esso infatti era preceduto dall'antiporta, che talvolta si trova ancor oggi nei libri di lusso.
Generalmente l'antiporta era figurata, cioè conteneva al recto o più spesso al verso del foglio (così da guardare il frontespizio) una tavola artistica incisa in rame, non di rado il ritratto dell'autore, detta appunto "illustrazione d'antiporta". In altri casi l'antiporta recava al centro il titolo abbreviato dell'opera: era dunque un occhiello, o occhietto, tipico dell'editoria dal XIX secolo fino a oggi. Talvolta nel verso dell'occhiello si trova un'epigrafe o un motto.